# Dżadajn
Dżadajn – wieś w Syrii, w muhafazie Idlib. W 2004 roku liczyła 277 mieszkańców.